# 馬達加斯加華人
華人，是馬達加斯加的少數族群，馬達加斯加華人也是非洲第三大華人群體，在2011年人口估計有70000-100000人。

## 歷史

### 早期歷史
在馬達加斯加發現了16世紀和17世紀的中國陶瓷製品。然而，這通常被認為不是早期華人直接存在的證據，而是通過諸如阿拉伯人等中介在兩個土地之間進行貿易。
第一位到馬達加斯加的華人移民於1862年抵達東部的圖阿馬西納，在那裡開了一家商店，然後與當地的一名馬達加斯加婦女結婚。1866年，有另外六人來到西北海岸，1872年又有3人到西北海岸，另外十八個在1894年到西北海岸的马哈赞加生活。然後，有五百人在1896年到達了塔馬塔夫。第二年，法國將軍約瑟夫·加里埃尼（Joseph Gallieni）主動提出了招募3000名中國勞工來修建鐵路，打算在島上停留的合約工人在鐵路建設工作中經常生病，他們雖然倖存下來，乘船隻返回中國，但有許多人在途中死亡。從絕對數字來看，華人居民人口仍然很小：1904年為452人，北部有76人，西部有31人，中部有24人，中東部有315人，在南部有6人。絕大多數是男人。在1911年人口普查之前，他們略有增長，在全國發現了649名中國人，佔全國外國人口的3％左右，總人口3200000的一小部分。
最初的移民來自廣西，但後來被廣東人取代，一些來馬達加斯加的廣東人是在毛里求斯和客家人鬥爭失敗被排擠來的。抵達後，廣東人（主要是廣府人）一致行動以防客家人遷往馬達加斯加。結果，華人人口基本保持同質化，98％追溯起源於廣東省，特別是順德區。中國男子和當地的馬拉加什人女子之間的婚姻並不少見。

### 二次大戰後與獨立
在1957年官方統計數據顯示，生活在馬達加斯加的華人有4749人，全國五十八個地區的四十八個也有華人。到2006年，這一數字已經增長到40000人，其中原籍移民及其後代有30000人，以及來自中國大陸的10000名新來的外籍人士，另有100人來自台灣。最近的移民將其起源追溯到更為多樣化的省份，包括福建和浙江。一半住在圖阿馬西納或首都塔那那利佛，在第亞那區地區還有八分之一; 其餘分佈在其他省份。
2002年，祖籍广东南海的马达加斯加华人维克托·希科尼纳成为马达加斯加首个华裔驻华大使。

## 社會
馬達加斯加的中文教育始於20世紀20年代末；1937年第二次中日戰爭爆發，中國父母不能再將孩子送回中國上學，這加劇了當地華文教育的擴張。最著名的兩所學校，國民黨的興文學校，以及圖阿馬西納共同教育的“華體學校”。興文學校是從由國民黨學校退學孩子的家長創辦的，據說他們是共產主義者。到1946年，該島擁有11所中文學校。然而，在第二次世界大戰結束以後，特別是在八十年代，父母開始將孩子轉向法語教育。結果，中文學校數量減少，中文教學時間仍然減少。在1972年的8所中文學校中，3個學校在八十年代中期消失。在高峰期招收629名學生的興文學校被迫與École Chinoise Mixte合併組建了華僑學校。
到了1995年，在菲亞納蘭楚阿和圖阿馬西納只剩下兩所學校，一間在圖阿馬西納，截至2008年，在幼兒園通過低等級學校招收了398名學生;繼續教粵語和官話。在菲亞納蘭楚阿的學校有約100名學生，包括中國和馬達加斯加血統的混血兒童，以及非中國兒童。
至於高等教育，到了二十世紀六十年代，一些華人學生就讀於馬達加斯加或法國的法語國家大學。在1957年，興文學校開始派學生到台灣接受教育，從第一年開始有九年，到1964年共有34人。這些學生往往入讀僑鄉準備中學（現在是台灣師範大學的一部分）修讀他們學位。許多人遇到學官話的麻煩。但是由於不承認他們學位，有些人返回馬達加斯加後有謀生的困難，經濟狀況不好。
孔子學院於2008年11月在塔那那利佛大學開設分校。到2013年6月，马达加斯加国内共設立了28個中文教學機構。2012年，马达加斯加华人许自树创办的《中非日报 （页面存档备份，存于）》正式在马达加斯加发行，成为马达加斯加的首个中文报纸。

## 宗教歸屬
馬達加斯加華人大部分信仰羅馬天主教，20世紀70年代的調查發現，天主教为多数30歲以下的年輕人所信仰。然而另一項研究指出，許多人僅僅名義上是天主教徒，家中仍有有祭壇祭拜他們祖先。

## 經濟
馬達加斯加的大多數華人從事零售業務。20世紀90年代，他們控制了一半的酒精飲料和紡織業; 到2000年中期，其酒精飲料行業的份額已下降到五分之一，而紡織業的份額已經上升到90％。 其他人經營蛋糕店和冰淇淋店，他們控制了這個行業的10％左右。馬達加斯加人對最近湧入的中國小商販表示不滿，引發與中華人民共和國的關係緊張。